# 田中三郎
田中 三郎（たなか さぶろう、1899年〈明治32年〉6月4日 - 1965年〈昭和40年〉8月6日）は、映画雑誌『キネマ旬報』創立者。

## 生涯
父が旧梨本宮家の馬術指南で、北清事変(義和団の乱/1900年)に備えて広島市在任中出生。東京と静岡で育つ。静岡中学では、野球部の主将を務めた。当時蔵前にあった東京高等工業学校（現・東京工業大学）建築科に進学、1920年（大正9年）卒業。在学中の1919年7月11日、映画に魅せられ級友数人と映画雑誌『キネマ旬報』を創刊。元々はアルバイトのつもりで始めたが、同誌は映画ファンに愛読され売上げを伸ばした。当時はまだ映画批評の意味さえ確立されていない時代、作品の「紹介から批評」を基本方針に刊行を続け、古川緑波や岸松雄ら多くの批評家（映画評論家）を育てた。また読書寄稿欄を設け、ここに常連のように投稿した映画青年に森岩雄、藤本真澄、双葉十三郎、中川信夫らがおり彼らの映画界入りの切っ掛けを作った。関東大震災で一時、兵庫県西宮市香櫨園に置いた本社には山本嘉次郎ら若い映画青年を多数居候させた。長らく財政難で運営には苦難の連続であったが1927年、株式会社に移行させ同時に社長に就任。同誌は最も権威ある映画雑誌として発展した。
また自らよしと信ずる企画は損得を二の次として、ことごとく実行に移した。国際映画コンクール、名映画クラシックなどの週間を全国各地で主催した。これらの催しは毎回ヒットし興行師も田中の慧眼に舌を巻いたと言われる。また将来的には映画図書館にまで発展させようと映画ライブラリーを設けた。これは後援続かず霧消した。1940年、戦時下の映画雑誌統制で廃刊を余儀なくされ社長を退く。
1941年、映画雑誌の新体制で全映画誌の統制などを目的とする日本映画雑誌協会理事長に就任。しかし一日雑談をして過ごすような仕事で好きだった酒の量が増える。また夫人が始めた美容院の負債が膨大な額に達し借金地獄に陥る。1944年日本映画雑誌協会を辞め、新しく出来た日本映画協会参与に就任。1945年終戦となり水町青磁、友田純一郎らからキネマ旬報の看板をもらえないかとの頼みに、自ら復活させる気持もなく申し出を快く承知した。
戦後は不遇で映画や映画とはまったく関係ない警察雑誌の編集などをする。しかし長くは続かず、一時は浮浪者のような生活をしていたともいわれる。1953年、当時日本映画俳優協会会長だった旧友の月形龍之介の厚意で京都で仕事に就く。しかしここも二年で辞め帰京。その後、社員募集の広告に応じ太平洋テレビで働くものの社長の清水昭が脱税容疑で逮捕されここも退社。1964年超高血圧症のたたりで眼底出血に見舞われる。人徳からか映画関係者などから、一口千円でたちまち38万5千円の見舞金が集まったという。回復し1965年、息子が真珠商を営んでいた三重県伊勢市に移ったが1ヶ月後、当地で心筋梗塞のため亡くなった。
1951年、キネマ旬報は復刊され現在に至る。
1924年から始めたキネマ旬報ベストテンは、世界最古の映画賞と言われ最も権威ある年中行事として現在も受け継がれている。